# Telengana Praja Front
Telengana Praja Front és un partit polític de l'estat de Telangana a l'Índia, que té com a cap i fundador a Gaddar, un líder dalit. Es va fundar l'octubre del 2010 i és partidari de l'estat de Telangana i defensa als dalits, sent considerat de centre dreta. La bandera del partit és vertical, negre, vermell i verd, ocupant el negre una cinquena part, el vermell una vintena part i el verd la resta; al centre té el mapa de l'estat de color blau vorejat amb línia blanca, i al mig del mapa un disc vermell també vorejat en blanc.